# ناحية سوسة
ناحية سوسة إحدى نواحي سوريا تتبع إداريّاً لمحافظة دير الزور منطقة البوكمال ومركزها بلدة سوسة، بلغ تعداد سكان الناحية 45,986 نسمة حسب التعداد السكاني لعام 2004.

## بلدات وقرى ناحية سوسة
البوبدران، المراشدة، الشعفة، سوسة، الباغوز فوقاني، الشجلة، السفافنة.